# Det kimer nu til julefest
Det kimer nu til julefest (talvolta reso come Det kimer nå til julefest)  è un tradizionale canto natalizio danese, il cui testo è stato scritto nel 1817 da Nicolai Frederik Severin Grundtvig. Il testo è stato accompagnato da varie melodie, ma la melodia più comune è quella composta nel 1850 da Carl Christian Nicolaj Balle. 
Oltre che in Danimarca, il brano è popolare anche in Norvegia.

## Storia
L'autore del testo, Nicolai Frederik Severin Grundtvig, si ispirò al canto natalizio tedesco del XVI secolo Vom Himmel hoch, da komm ich her, attribuito a Martin Lutero. Grundtvig lavorò molti anni alla rielaborazione di questo canto e pubblicò una sua prima stesura nel 1810 con il titolo tradotto letteralmente dal tedesco al danese, ovvero Fra Himmelen højt komme vi nu her o Frå høge himmel kjem eg ned. 
Il testo del brano venne quindi pubblicato con il titolo definitivo e con il sottotitolo Morten Luthers Jule-Psalme il 23 dicembre 1817. Il testo originale si componeva di ventiquattro strofe, ma furono in seguito ridotte dallo stesso Grundtvig a diciannove.
La melodia più comune, composta dal sacerdote Carl Christian Nicolai Balle nel 1850, venne pubblicata per la prima volta nel 1853 nella raccolta edita da Andreas Peter Berggreen Melodier til den fra Roeskilde Præsteconvent udgaaede Psalmebog.
In seguito, vennero apportate varie modifiche al testo: una di queste, pubblicata nel 1877, portava la firma di Bernhard Severin Ingemann. Le varie modifiche portarono anche a un ulteriore riduzione delle strofe alle definitive nove.
Una delle prime esecuzioni pubbliche note del brano risale al 1907 e si deve al cantante lirico Albert Høeberg, mentre la prima versione in lingua norvegese del brano fu incisa nel 1919 da Nathalie Hansen. In seguito, il brano è stato eseguito o inciso da circa 125 diversi interpreti.

## Testo

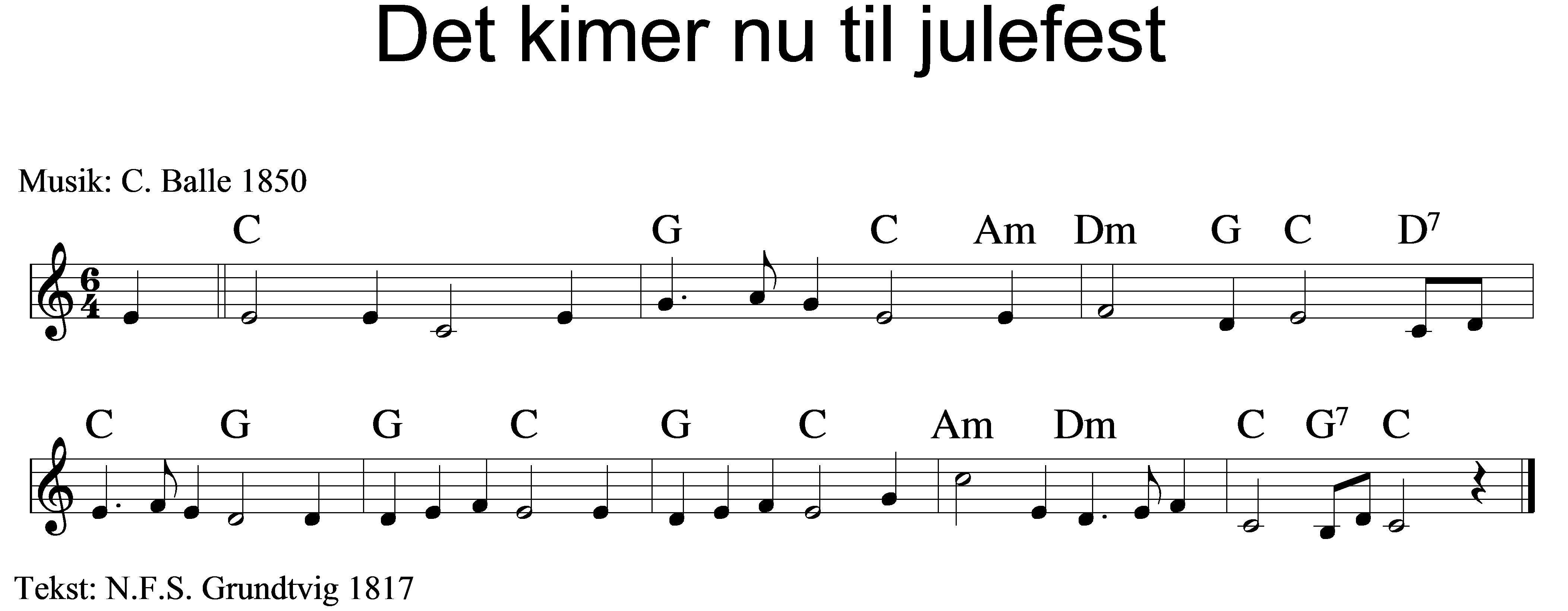
Spartito del brano

Il testo è di carattere religioso. L'espressione det kimer che appare nel titolo e nell'incipit del brano fa riferimento all'usanza di far rintoccare le campane della chiesa durante le principali festività religiose come il Natale, la Pasqua  e la Pentecoste.
Le prime quattro strofe recitano:
Det kimer nu til julefest,

det kimer for den høje gæst,

som steg til lave hytter ned

med nytårsgaver: fryd og fred.

O, kommer med til Davids by,

hvor engle sjunger under sky,

o, ganger med på marken ud,

hvor hyrder hører nyt fra Gud!

Og lad os gå med stille sind

som hyrderne til barnet ind,

med glædestårer takke Gud

for miskundhed og nådesbud!

O Jesus, verden vid og lang

til vugge var dig dog for trang,

for ringe, om med guld tilredt

og perlestukken, silkebredt.

[...]

## Adattamenti in altre lingue
Del brano esistono varie versioni in lingua inglese, ovvero: The Bells of Christmas , Chime, Happy Christmas Bells, One More, The Bells Ring in Our Christmas Fest e The Happy Christmas Comes One More.   Una versione in inglese del brano, intitolata O Fir Tree Dark, è stata incisa nel 1947 da Bing Crosby con i Ken Darby Singers[ e l'orchestra di Victory Young,
Il brano è stato inoltre adattato da  Steingrímur Thorsteinsson in lingua islandese con il titolo Nú gjalla klukkur ed inciso in questa versione per la prima volta nel 1956 da Séra Þorsteinn Björnsson.
Del brano esiste poi anche una versione in lingua sami intitolata Dál juov'la-biellot skájaidit e pubbllicata per la prima volta nel 1957.